# Lejła Mamiedbiekowa
Lejła Aleskier kyzy Mamiedbiekowa, z domu Ziejnałowa (ros. Лейла Алескер кызы Мамедбекова; azer. Leyla Alasgar qizi Məmmədbəyova; ur. 1909 w Baku, zm. 1989 tamże) – pierwsza azerska lotniczka i pierwsza pilotka na Kaukazie, w Europie Południowej i w 
Azji Zachodniej.

## Kariera
Aleskier Ziejnałow, ojciec Mamiedbiekowej, był kuzynem jednego z pierwszych azerskich aktorów filmowych, Gusejna Arablinskiego. Jej rodzina zajmowała się głównie sztuką. Jako nastolatka potrafiła grać na fortepianie i na tarze. W wieku czternastu lat wyszła za mąż za byłego właściciela ziemskiego, Bachrama Mamiedbiekowa z Kürdəxanı, który następnie został szefem Banku Związków Zawodowych w Baku.
Mamiedbiekowa trenowała lotnictwo w aeroklubie w Baku, a swój pierwszy lot odbyła w 1931 roku. Od 1932 roku kontynuowała swoją edukację w szkole lotniczej w Moskwie. 17 marca 1933 roku została drugą spadochroniarką w Związku Radzieckim (po Ninie Kamniewej), oddając skok z Po-2 nad lotniskiem w rosyjskim Tuszynie. W 1934 roku wygrała zawody spadochroniarskie organizowane wśród narodów Kaukazu Południowego. Do 1941 roku była majorem lotnictwa w  Armii Radzieckiej.
Mamiedbiekowa kontynuowała karierę pilotki i instruktorki w aeroklubie w Baku. Odmówiono jej uczestnictwa w drugiej wojnie światowej, jako że miała wtedy pod opieką czworo dzieci (w sumie miała ich sześcioro). Z powodu wojny zamknięto aeroklub w Baku. Mimo to Mamiedbiekowa na własną rękę organizowała kursy, szkoląc setki pilotów wojskowych i około 4000 spadochroniarzy. Dwóch jej uczniów stało się później Bohaterami Związku Radzieckiego. Mamiedbiekowa odbyła swój ostatni lot w 1949 roku. Pełniła funkcję wiceprezeski DOSAAF-u w oddziale w Baku do 1961.
Jej starszy syn Firudin walczył podczas drugiej wojny światowej, a jej młodszy syn Chanłar brał udział w wojnie o Górski Karabach. Obaj walczyli jako piloci.
Mamiedbiekowa stała się żywą ikoną jeszcze w wieku dwudziestu kilku lat. Jej odwaga i umiejętności były doceniane przez media i naukowców. Jej postać zainspirowała dzieła literackie Mikayıla Müşfiqa (Afşan, 1933 oraz Şoyla, 1934) i Səməda Vurğuna (Leyla, 1935), a także film Ismet (w reżyserii Mikayıla Mikayılova, 1934). W filmie Mamiedbiekowa pojawiła się jako kaskaderka, odgrywając sceny w samolocie. W 1995 roku film dokumentalny o życiu i karierze Mamiedbiekowej zatytułowany Leyla został wyemitowany przez Azərbaycantelefilm. Jego reżyserem jest Nazim Rza.